# Caryomys inez
Caryomys inez är en däggdjursart som först beskrevs av Thomas 1908.  Caryomys inez ingår i släktet Caryomys och familjen hamsterartade gnagare. Inga underarter finns listade i Catalogue of Life.
Arten blir 87 till 94 mm lång (huvud och bål), har en 32 till 42 mm lång svans och 15 till 16 mm långa bakfötter. På ovansidan förekommer brun päls och undersidan är täckt av ljusare brun päls. Även svansen är uppdelad i en mörkbrun ovansida och en ljusbrun undersida. De små öronen är huvudsakligen gömda i pälsen.
Denna sork förekommer i Kina söder om Peking. Arten vistas i regioner som ligger 500 till 2000 meter över havet. Den gräver underjordiska bon i rännor eller ravin som är täckta av växtlighet. Caryomys inez fortplantar sig mellan mars och oktober. En upphittad hona var dräktig med tvillingar.